# 710 a.C.
Séculos: (Século IX a.C. - Século VIII a.C. - Século VII a.C.)
715 a.C. - 714 a.C. - 713 a.C. - 712 a.C. - 711 a.C.
- 710 a.C. - 709 a.C. - 708 a.C. - 707 a.C. - 706 a.C. - 705 a.C.

## Eventos
Os Assírios destroem o reino da Caldeia.